# Codobatură albă

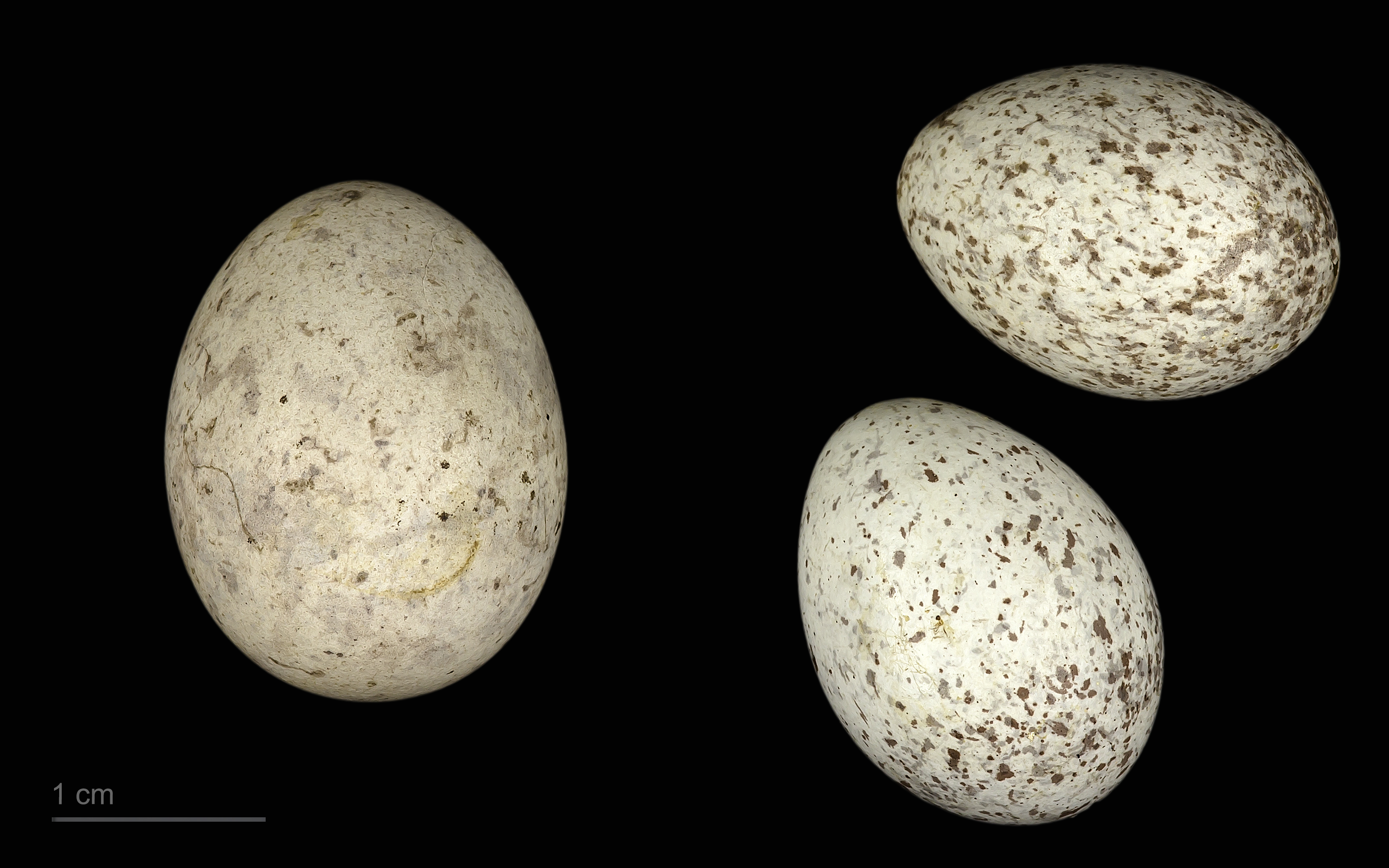
Cuculus canorus canorus într-un cuib de Motacilla alba - MHNT

Codobatura (Motacilla alba, Linnaeus 1758) este o pasăre de dimensiuni mici, din familia Motacillidelor.
Trăiește pe arii extinse, în Europa, Asia și nordul Africii. Exemplarele din nordul Europei și Asiei, migrează iarna în sud, uneori până în nordul Africii, dar cele din regiunile cu climă mai blândă rămân sedentare.
Fiind o pasăre insectivoră preferă zonele cu câmp deschis, adesea lângă lacuri sau râuri. Exemplarele care trăiesc în zone urbane s-au adaptat la noul habitat.
Cuibărește în crăpăturile stâncilor, uneori pe sol, adesea chiar și pe structuri antropice.

## Taxonomie
Codobatura este una din numeroasele specii descrise de Linnaeus în lucrarea sa Systema Naturae (1735), sub denumirea știintifică folosită și astăzi: Motacilla alba.[2], ciobăniță (regional pe valea Prutului în ținutul Hotinului)

## Descriere
Codobatura este o pasăre suplă, de 16.5–19 cm lungime (subspeciile est-asiatice ating 21 cm) și 18 - 24 grame greutate. Culoarea penajului este alb-gri pe flancuri și spate, albă pe piept, abdomen și partea laterală a capului, neagră pe bărbie, gât și creștet.
Există câteva alte subspecii, dintre care unele mai au apărut din cauza izolării geografice parțiale, cum ar fi subspecia britanică M. a. yarrellii, descrisă de William Yarrell, ușor diferită la colorit  .

## Areal de răspândire și habitat

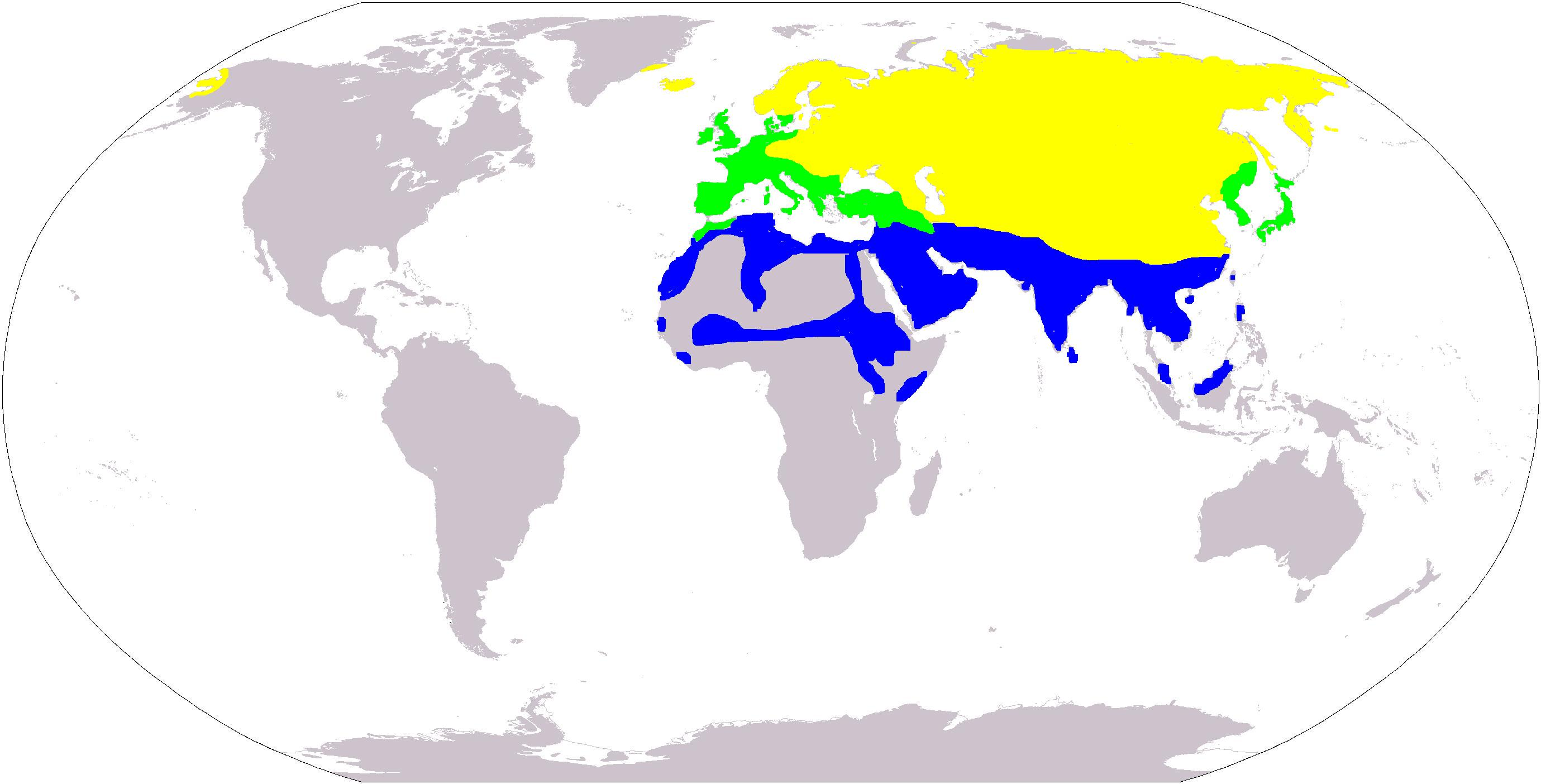
Arealul de răspândire al codobaturii.
Galben = areal exclusiv de vară, verde = areal de întreg anul, albastru = areal de iernat.

Specia cuibărește în Eurasia până la latitudinea de 75°N, fiind absentă din zonele arctice în care izoterma lunii iulie e sub 4 °C.
Mai cuibărește în munții din Maroc și în Alaska vestică. Ocupă o varietate largă de habitate, dar lipsește din deșerturi.[5]
Codobatura e rezidentă în zonele temperate ale arealului său ca Europa vestică sau bazinul mediteranean, dar e migratoare în mare parte a restului habitatului său. Exemplarele din nordul Europei migrează iarna în jurul Mediteranei și în Africa tropicală și subtropicală,[8]iar exemplarele asiatice migrează în Orientul mijlociu, India,[7] și Asia de Sud-Est.[9] Păsările din populația nord americană iernează în Asia tropicală.[10]

### Status
Specia e răspândită pe un areal de peste 10 milioane km².
Numărul exemplarelor nu este cunoscut dar se crede că ar fi mare deoarece codobatura e descrisă ca fiind comună în cea mai mare parte a arealului. 
Deocamdată nu există motive pentru a fi înscrisă pe Lista Roșie a I.U.C.N. (de exemplu un declin de peste 30% în 10 ani sau trei generații). Populația din Europa pare să fie stabilă.[8] Specia s-a adaptat bine la schimbările antropice ale mediului, pasărea cuibărind pe structuri create de om și căutând hrana în spațiile deschise de acesta (parcuri, exploatări agricole etc).  [7]

## Comportament
Comportamentul cel mai specific al păsării, de la care provine și numele acesteia, este balansarea cozii.
Cauza este puțin cunoscută, se crede că folosește la sperierea prăzii sau pentru transmiterea de semnale altor codobaturi.
Studii recente sugerează că balansarea cozii este un semnal de vigilență către potențialii prădători.[11]

### Dietă și mod de hrănire
Dieta codobaturii este diversă, în funcție de locație dar majoritar e compusă din insecte și mici nevertebrate  

### Cuibărire
Codobatura este monogamă și își apără ouăle și puii.. În general sezonul de cuibărire este din aprilie până în august. Cuibul e construit în cooperare, de ambele sexe, din crenguțe,iarbă, frunze, păr animal.  Sunt depuse între 3 și 8 ouă, în mod normal între 4 și 6. Ouăle sunt de culoare crem, uneori cu tentă albăstruie sau turcoaz, pătate cu roșu- maroniu, cu o dimensiune medie de 21 x 15 mm. Ambii părinți clocesc ouăle. Ouăle eclozează după 12 zile(uneori mai târziu, până la 16 zile).

## Galerie

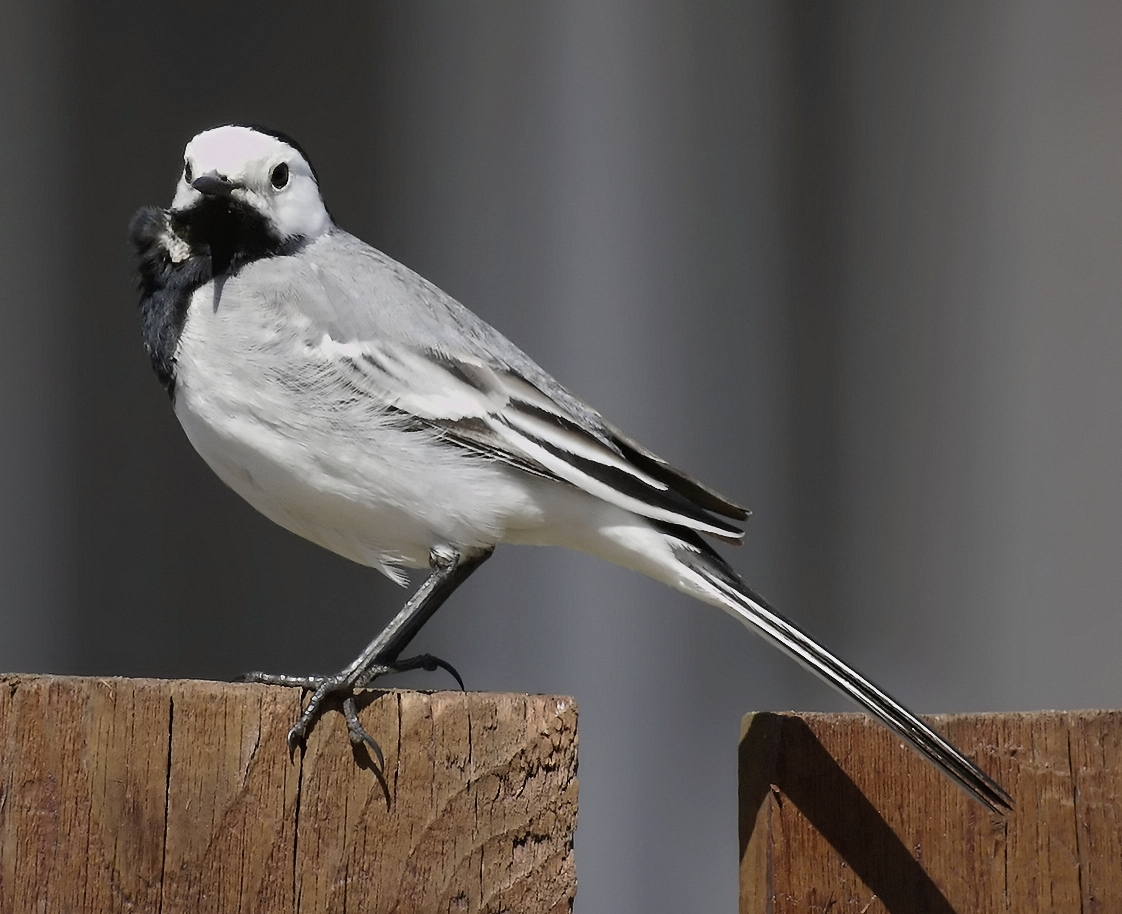
Codobatură, în Rusia, 2007
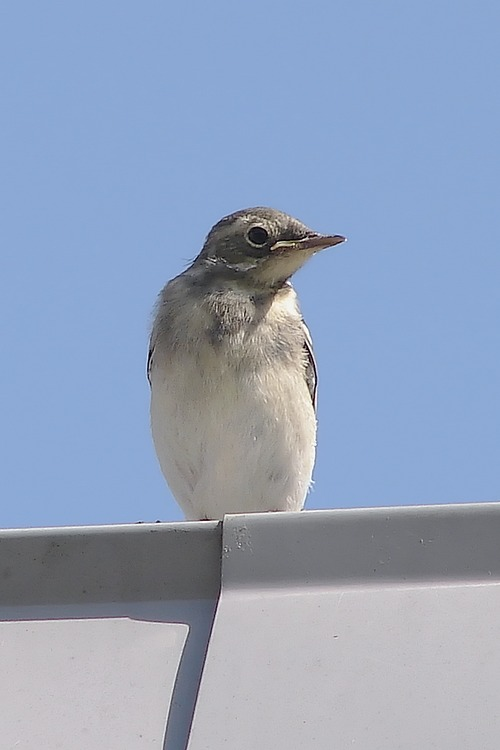
Pui de codobatură, în Rusia, 2007
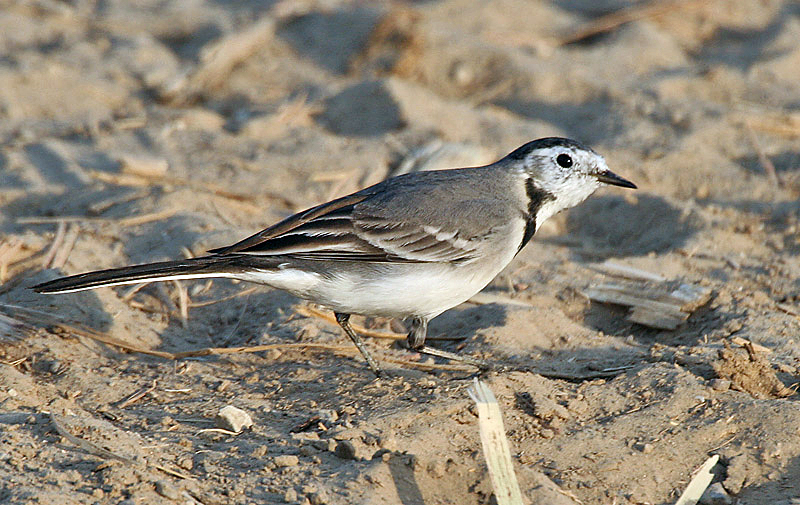
Codobatură, în India
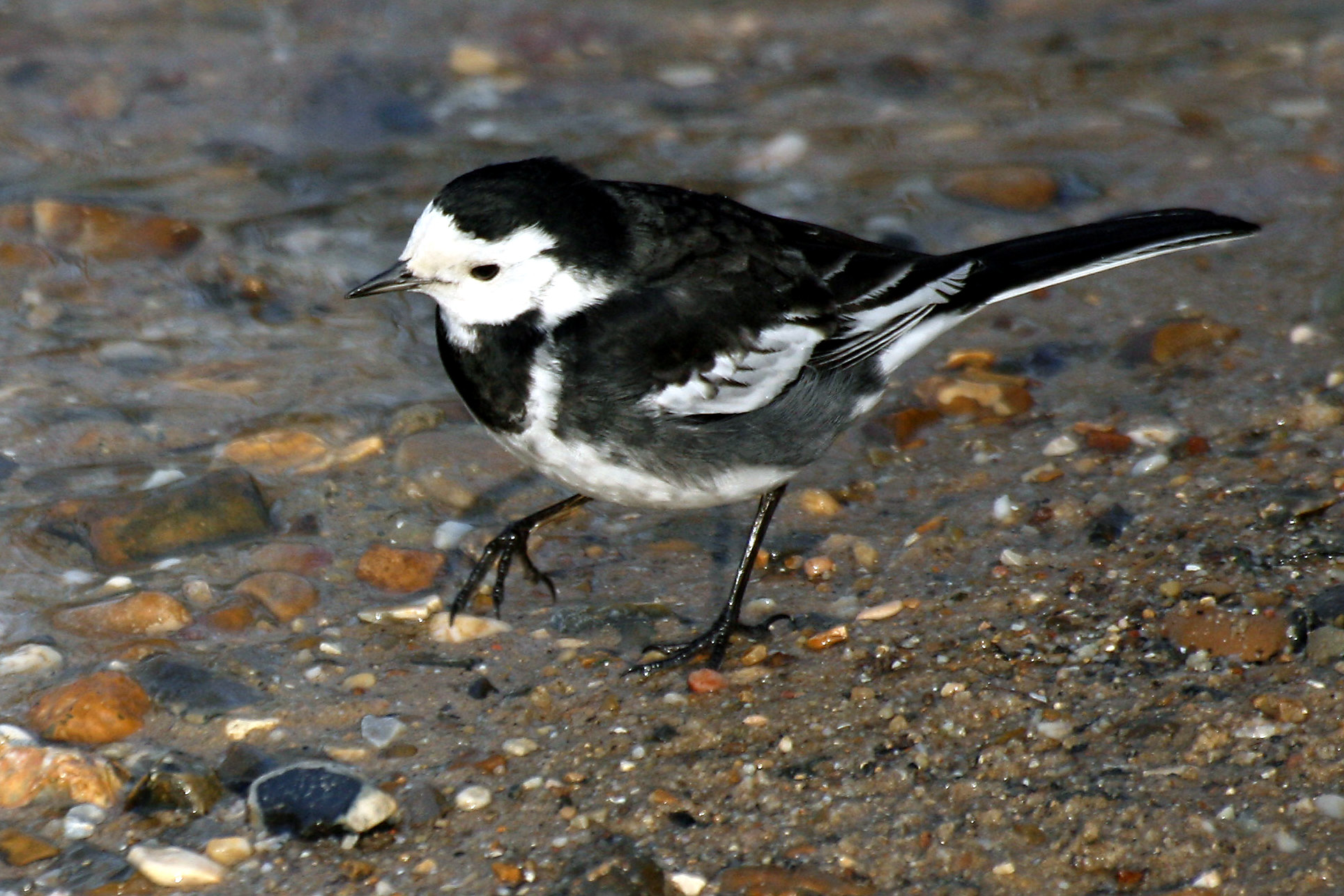
Motacilla alba yarrellii, în Anglia.